# Dipaenae ferruginosa
Dipaenae ferruginosa là một loài bướm đêm thuộc phân họ Arctiinae, họ Erebidae.